# Giacomo Balla
Giacomo Balla (ur. 18 lipca 1871 w Turynie, zm. 1 marca 1958 w Rzymie) – włoski malarz, jeden z twórców futuryzmu.
Urodził się Turynie, w młodości otrzymał niewielkie wykształcenie artystyczne, przez krótki okres uczęszczał na lekcje rysunku. W 1895 przeprowadził się do Rzymu, gdzie został socjalistą. Podczas pobytu w Paryżu zapoznał się z obrazami impresjonistów i pointylistów. Po powrocie do Rzymu zaczął eksperymentować z techniką tych ostatnich. Artysta w swoich pracach chciał przelać na płótno socjalistyczne idee. Dążenie doszły do skutku w obrazie Dzień robotników namalowanym w latach 1903-1904. W 1909 roku poznał Filippo Tommaso Marinetti twórcą ruchu futurystycznego. Balla zaprezentował swoją twórczość na biennale weneckim w 1909. Tego samego roku stworzył pracę zaczerpniętą od myśli futurystów - Lampa uliczna: studium światła. W 1910 podpisał manifest malarstwa futurystów m.in. z Humbertem Boccionim i Ginem Severinim, artyści byli stałymi gośćmi pracowni Bally od 1901 roku.  

## Niektóre obrazy
- 1912 – Biegnąca dziewczynka na balkonie (Ragazza che corre sul balcone)[2]
- 1912 – Dynamizm psa na smyczy (Dinamismo di un cane al guinzaglio)[3]
- 1913 – Szybkość samochodu (Velocità d'automobile)[4], Szybkość samochodu+światło, Szybkość samochodu+światło+hałas